# Chlorogonalia delongi
Chlorogonalia delongi är en insektsart som beskrevs av Young 1977. Chlorogonalia delongi ingår i släktet Chlorogonalia och familjen dvärgstritar. Inga underarter finns listade i Catalogue of Life.